# Tunnels d'Aiguebelle et des Hurtières
Pour les articles homonymes, voir Aiguebelle et Hurtières.
Les tunnels d'Aiguebelle et des Hurtières sont deux tunnels autoroutiers français situés en Savoie, distants de 1 000 mètres empruntés par l'Autoroute A43 depuis 1997.

## Le tunnel d'Aiguebelle
Situé sur le territoire de la commune d'Aiguebelle, le tunnel d'Aiguebelle est constitué de 2 tubes de longueur 924 m (tube ouest) et 901 m (tube est).

## Le tunnel des Hurtières
Localisation : 45° 30′ 49″ N, 6° 18′ 26″ E
Situé sur le territoire de la commune de Saint-Georges-d'Hurtières, le tunnel des Hurtières est constitué de 2 tubes de longueurs de 1 198 m (tube ouest) et de 1 160 m (tube est).